# Петровский, Владимир Борисович
Владимир Борисович Петровский (родился 23 декабря 1964 года, город Борисполь, Киевская область, Украина) — украинский общественный деятель, публицист, певец, руководитель Всеукраинской общественной организации «Всеукраинский парламент трудоспособных инвалидов», один из двух людей в мире, получивших спортивный разряд по парашютному спорту после потери зрения (2013).
Инвалид зрения 1 группы с детства. Потерял зрение в результате тяжёлой болезни в 1966 году. Гражданин Украины.

## Образование
Окончил с отличием Киевский национальный университет имени Т. Г. Шевченко, исторический факультет (1984—1990), специальность — «история», историк, преподаватель истории и обществоведения.
Окончил аспирантуру Института истории Национальной академии наук Украины (1993 год).

## Семья
Отец — Петровский Борис Яковлевич (1935—2012)
Мать — Петровская Валентина Яковлевна (1945—2016)
Жена — Петровская Светлана Юрьевна (род. 1965)
Дети — сыновья Ярослав (1987—2014) и Борис (род. 1989), дочка Ксения (род. 1990).

## Общественная деятельность
Общественной деятельностью начал заниматься с 1994 года.
В 1995 году стал одним из основателей и руководителей Всеукраинской общественной организации инвалидов «Украинский конгресс инвалидов» (УКИ).
Основатель и руководитель Учебного образовательно-культурологического и научного центра «Сполох» (г. Киев), созданного с целью инклюзивного обучения детей с инвалидностью (1995—1999).
Основатель и бессменный председатель Киевского городского благотворительного фонда «Интеграция», созданного в 1997 году.
Основатель и бессменный руководитель Всеукраинской общественной организации «Всеукраинский профсоюз трудоспособных инвалидов» (2004 — 27.10.2014), с 27.10.2014 года — Общественной организации "Всеукраинская общественная организация «Всеукраинский парламент трудоспособных инвалидов».

## Научно-практическая деятельность
Является автором многочисленных научных программ и концепций: «Ай-Болит!» (1995 г.), «Здоровье нации» (2002 год), «Духовная реабилитация инвалидов по зрению методами истории и культуры» (2005 год), «Концепция трудоустройства инвалидов разных нозологий в сфере туризма» (2007 год, новая редакция — 2012 год), «Чемпионат „Евро-2012“, доступный для инвалидов разных нозологий» (2008 год), «Европа, доступная для всех» (2011) и др.
Автор-разработчик официально запатентованной программы «Решение проблемы трудоустройства инвалидов в непроизводственной сфере: туризм, культура и искусство, сфера услуг» (Свидетельство о регистрации авторского права на произведение № 22078, выданное Государственным департаментом интеллектуальной собственности 19.09.2007 года).
Начиная с 2010 года В. Б. Петровский, как председатель ОО «Всеукраинская общественная организация» Всеукраинский парламент трудоспособных инвалидов ", является соорганизатором Недели образования взрослых на Украине, который ежегодно проходит на Украине под эгидой ЮНЕСКО. В. Б. Петровский является автором-разработчиком методики проведения экскурсий для людей с недостатками зрения и незрячих.
Инициатор, разработчик и руководитель проекта «Социальное сопровождение — путь к полноценной жизни», воплощался в Киеве в 2012 и 2013 году совместно с Киевским городским центром занятости, а также работал в Харькове, Ровно, Донецке и других городах Украины. За участие в этом проекте организация (и её руководитель) была отмечена дипломом Киевского городского центра занятости «Лучший работодатель 2013 года».
В общем общественная деятельность В. Б. Петровского направлена на реабилитацию и социальную адаптацию инвалидов (в том числе собственным примером), а также на повышение международного престижа Украины среди мирового сообщества государств.

## Участие в законотворческой деятельности
Автор изменений и дополнений в законодательных и подзаконных актов по вопросам социальной политики, образования, культуры, туризма. Неоднократный участник парламентских слушаний Верховной Рады по социальным вопросам (социальная политика, трудоустройство, образование, возмещение утраченных вкладов).

## Прыжки незрячих с парашютом на Украине

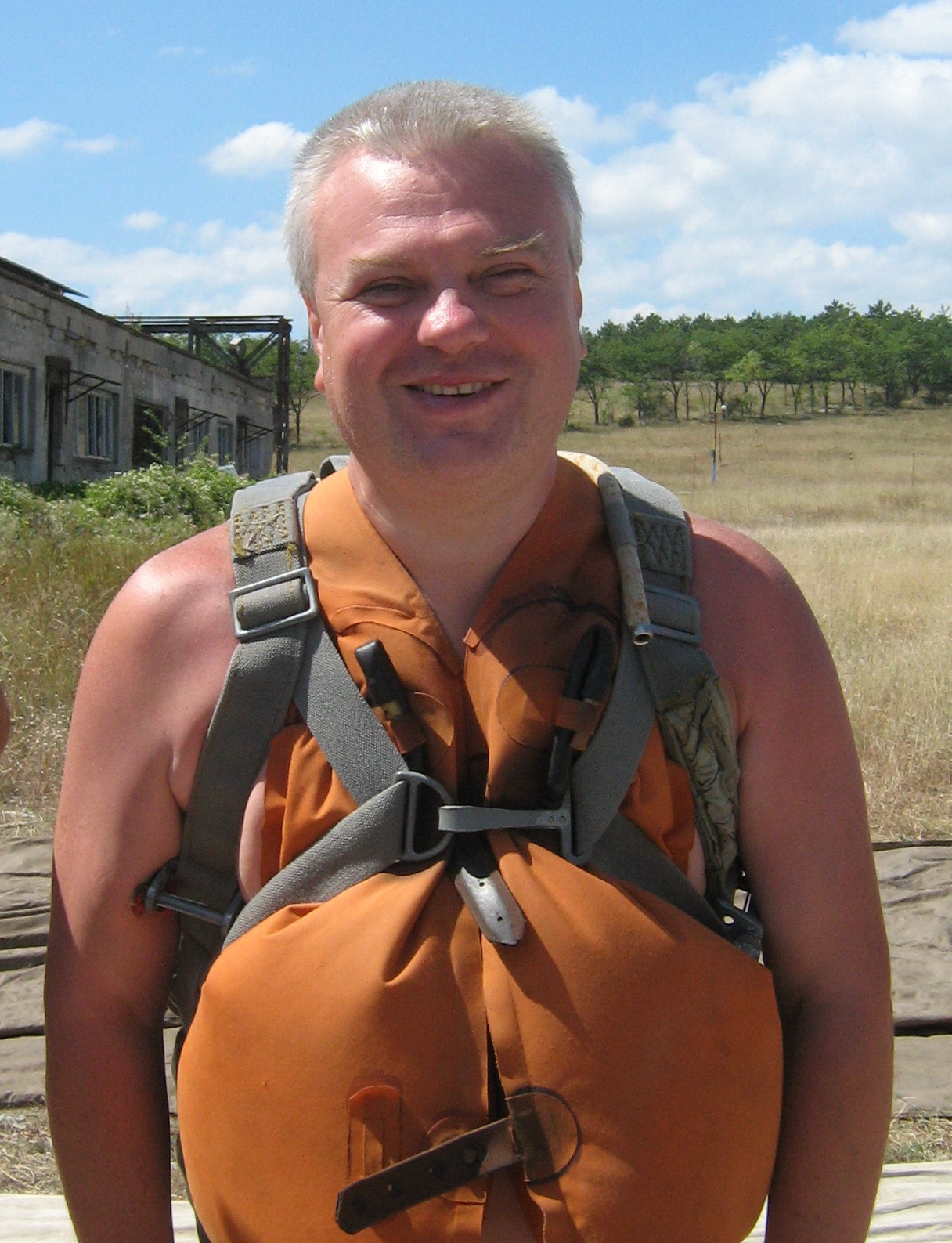
Фото перед прыжком, 2009 год

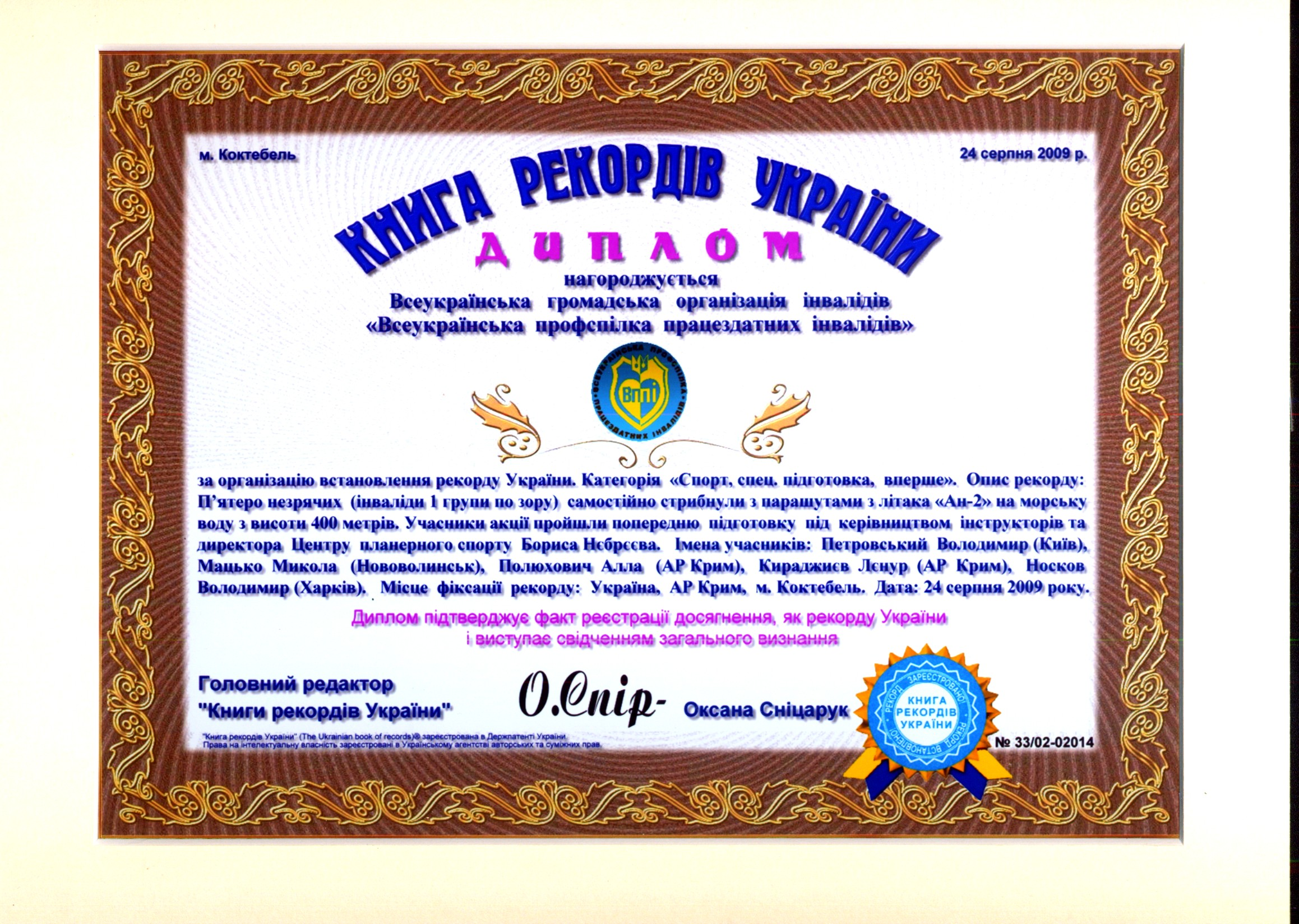
Диплом Книги рекордов Украины, 2009 год

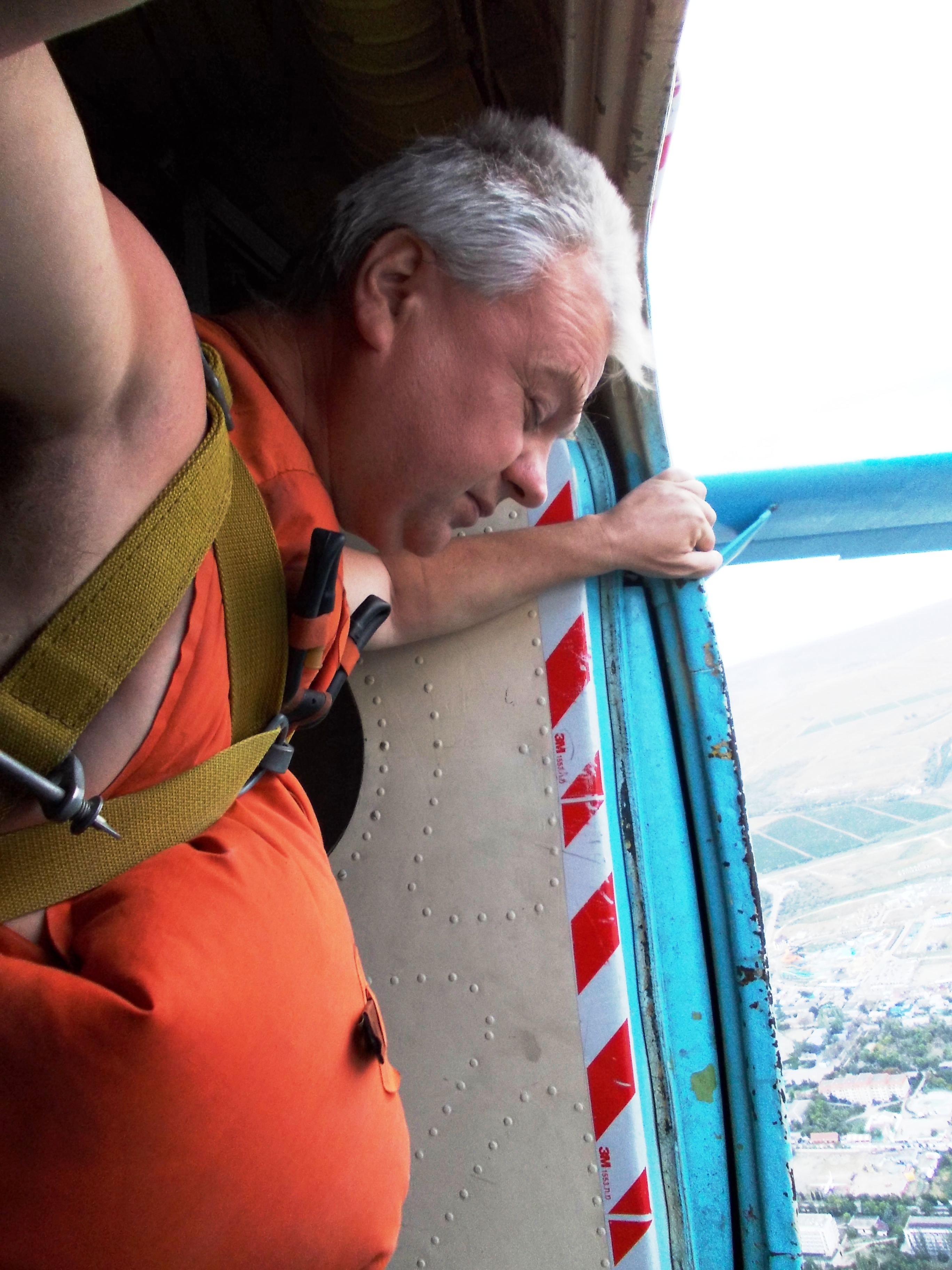
Фото в самолёте перед прыжком с парашютом, 2011 год

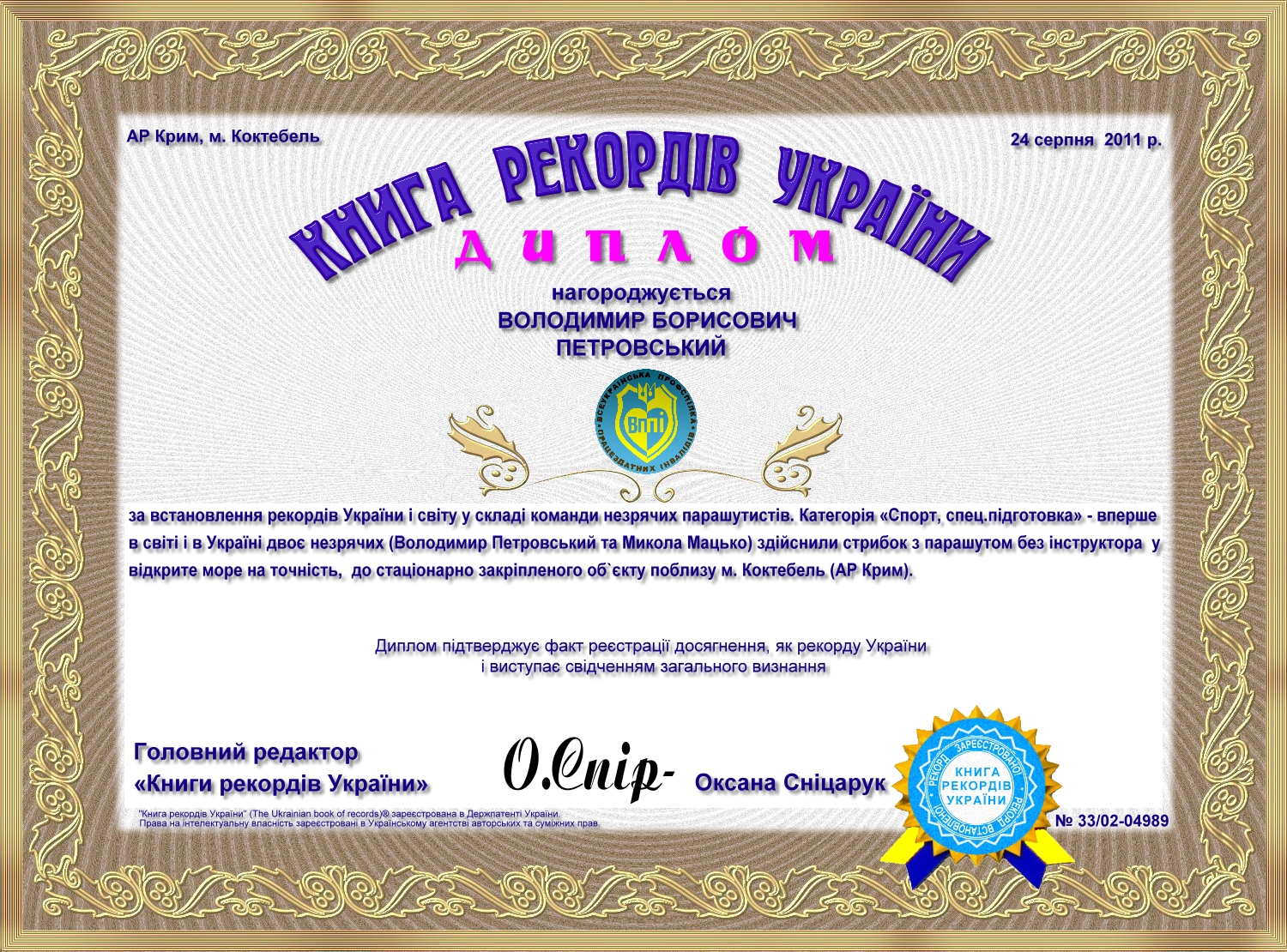
Диплом Книги рекордов Украины, 2011 год

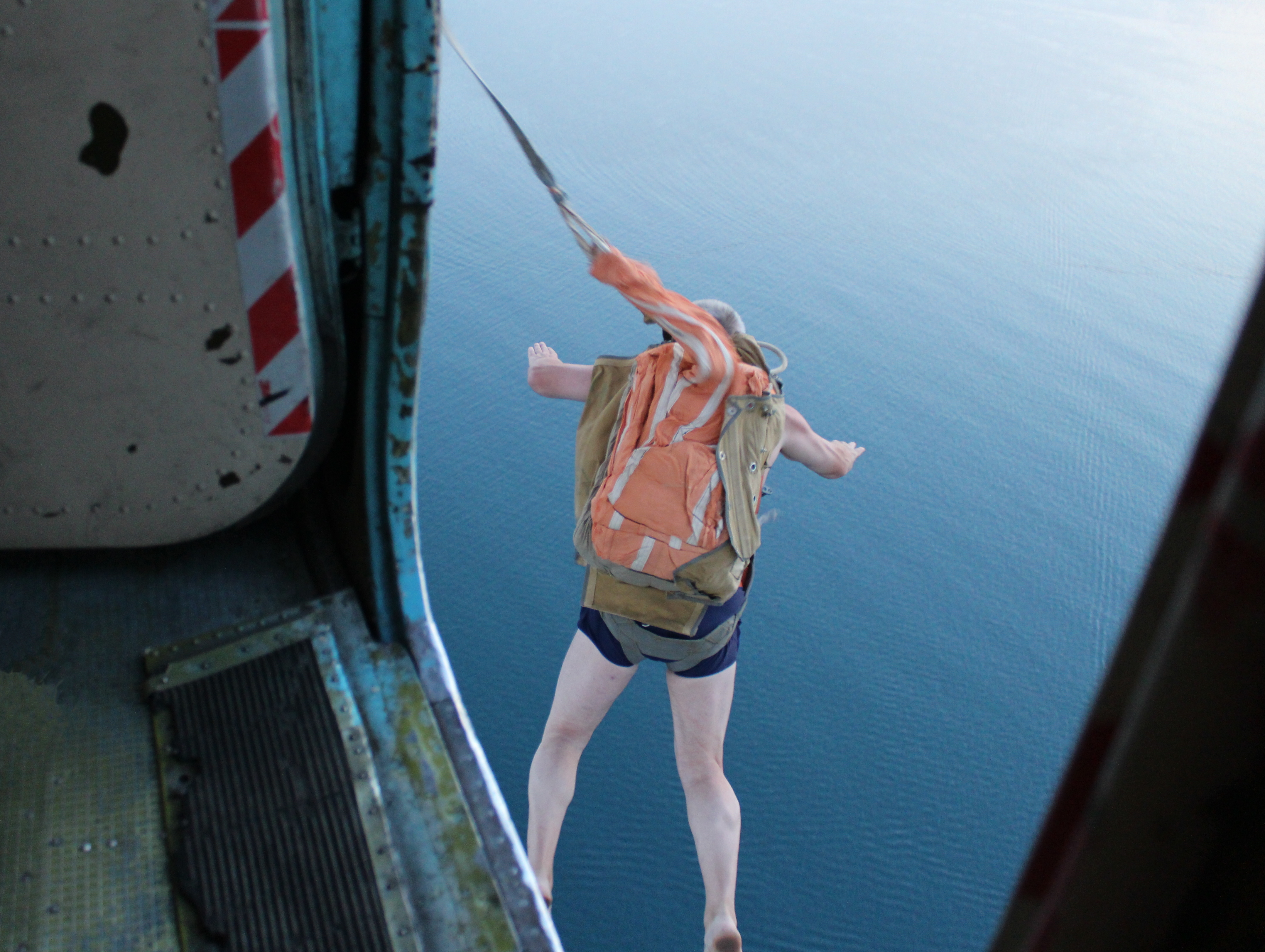
Прыжок с парашютом, 2013 год

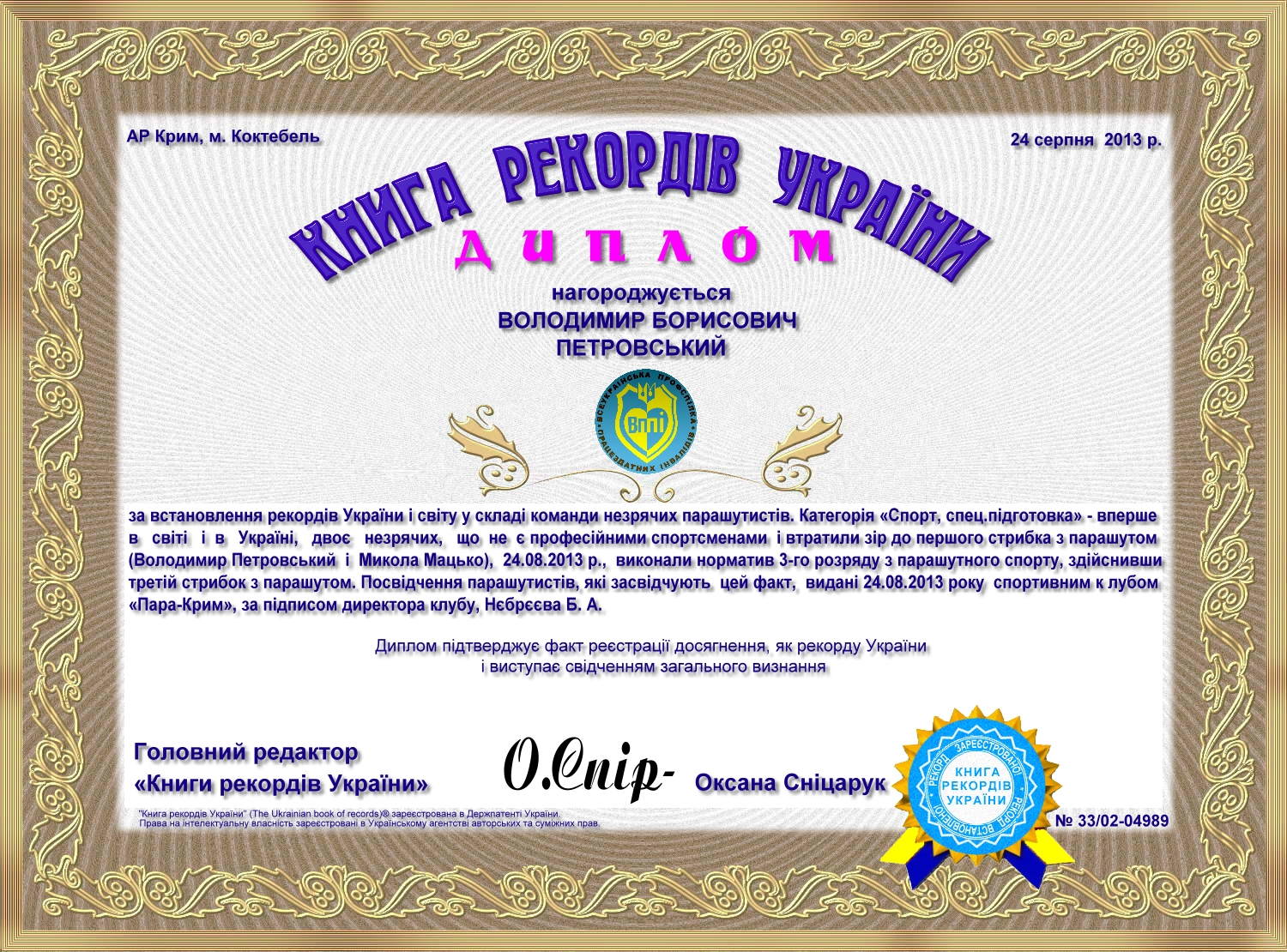
Диплом Книги рекордов Украины, разряд по парашютному спорту, 2013

Является инициатором, непосредственным организатором и участником беспрецедентной акции «Небо — для свободных»: массовый прыжок незрячих с парашютом без инструктора. 24 августа 2009 впервые в мировой истории пятеро незрячих, среди которых была одна женщина, самостоятельно, без инструктора, не в тандеме, совершили массовый прыжок с парашютом в открытое море (бухта Коктебель, АР Крым, Украина). Рекорд был внесен в Книгу рекордов Украины и заявлено в Книгу рекордов Гиннесса
Организатор и непосредственный участник второго этапа акции «Небо — для свободных!», Посвященного 20-летию Украины (24 августа 2011 года, место проведения — Коктебель, АР Крым, Украина). По условиям акции незрячие парашютисты самостоятельно, без инструктора, не в тандеме, совершили прыжок в открытое море на точность. В качестве точки отсчета, к которой участники акции должны были максимально приблизиться, выступал заякоренных буй. Несмотря на неустойчивую погоду и порывистый ветер, незрячие парашютисты совершили этот прыжок с оценкой «отлично». Этот рекорд также был внесен в Книгу рекордов Украины и заявленный в Книгу рекордов Гиннесса.
Организатор и участник третьего этапа акции «Небо для свободных!», В котором приняли участие 8 незрячих, среди них — 2 женщины (24 августа 2013 года, место проведения — Коктебель, АР Крым, Украина). Участники акции самостоятельно, без инструктора, не в тандеме совершили прыжок с парашютом на морскую воду. Тем самым был побит рекорд 2009 года, в котором участвовало 5 незрячих. По итогам третьего этапа акции «Небо — для свободных!» Двое незрячих парашютистов, которые не являются профессиональными спортсменами, и среди них — Владимир Борисович Петровский, выполнили норматив 3 разряда по парашютному спорту. Свидетельство парашютиста, которое показало этот факт, выданное 24 августа 2013 спортивным клубом «Пара-Крым», за подписью директора клуба, Б. А. Небреева. Установлен рекорд зафиксирован Книгой рекордов Украины, номинирован в Книгу рекордов Гиннесса.
Является инициатором, непосредственным организатором и участником беспрецедентной акции «Небо — для свободных»: массовый прыжок незрячих с парашютом без инструктора. 24 августа 2009 года впервые в мировой истории пятеро незрячих, среди которых была одна женщина, совершили массовый прыжок с парашютом в открытое море (бухта Коктебель, АР Крым). Рекорд был внесен в Книгу рекордов Украины и заявлен в Книгу рекордов Гиннесса
24 августа 2011 года состоялся второй этап акции «Небо — для свободных!», посвященный 20-летию Украины. По условиям акции незрячие парашютисты осуществили прыжок в открытое море на точность. В качестве точки отсчёта, к которой участники акции должны были максимально приблизиться, выступал заякоренный буй. Несмотря на неустойчивую погоду и порывистый ветер, незрячие парашютисты совершили этот прыжок с оценкой «отлично». Этот рекорд также был внесен в Книгу рекордов Украины и заявлен в Книгу рекордов Гиннесса.
24 августа 2013 года состоялся третий этап акции «Небо для свободных!», участниками которого стали 8 незрячих, среди которых были 2 женщины. Тем самым был побит рекорд 2009 года, в котором участвовало 5 незрячих. По итогам третьего этапа акции «Небо — для свободных!» два украинских незрячих парашютиста, не являющихся профессиональными спортсменами, Владимир Борисович Петровский и Николай Аполлинариевич Мацько, выполнили норматив 3 разряда по парашютному спорту.
Впервые в мировой истории 2 незрячих парашютиста, одним из которых был Владимир Борисович Петровский, получили 3 спортивный разряд по парашютному спорту после потери зрения. Свидетельства парашютистов, засвидетельствовавшие этот факт, выданы 24 августа 2013 года спортивным клубом «Пара-Крым», за подписью директора клуба, Б. А. Небреева. Установленный рекорд зафиксирован Книгой рекордов Украины, номинирован в Книгу рекордов Гиннесса.

## Реабилитация инвалидов методами спорта и туризма
Занимается дайвингом, является инициатором и участником акций «Незрячий дайвинг» и «Горы — для свободных» (Обучение инвалидов по зрению спуска на горных лыжах), что наглядно доказывают возможность реабилитации, само реабилитации и социальной адаптации лиц с инвалидностью средствами спорта и туризма.
Автор идеи и разработчик проекта «Берег здоровья» (первые в истории Украины палаточные лагеря для лиц с инвалидностью), которые действовали в АР Крым (Украина), начиная с 2010 года по 2013 годы и занимались комплексной практической реабилитацией, абилитации и социализацией лиц с инвалидностью различных нозологий, в том числе — средствами культуры, искусства и туризма. За эту деятельность награждён Почетной грамотой Министерства культуры и искусства АР Крым в 2010 и 2011 годах.
8 июня 2017, впервые в мировой истории, самостоятельно осуществил пеший переход к леднику Нигардсбрин (Норвегия), чего до него не делал ни один незрячий в мире.
Владимир Борисович занимается дайвингом, является инициатором и участником акций «Незрячий дайвинг» и «Горы — для свободных!» (обучение инвалидов по зрению катанию на горных лыжах).
31 июля 2019 года в составе инклюзивной группы самостоятельно, без посторонней помощи поднялся на самую высокую вершину Украины - гору Говерла (2061 метр над уровнем моря). 

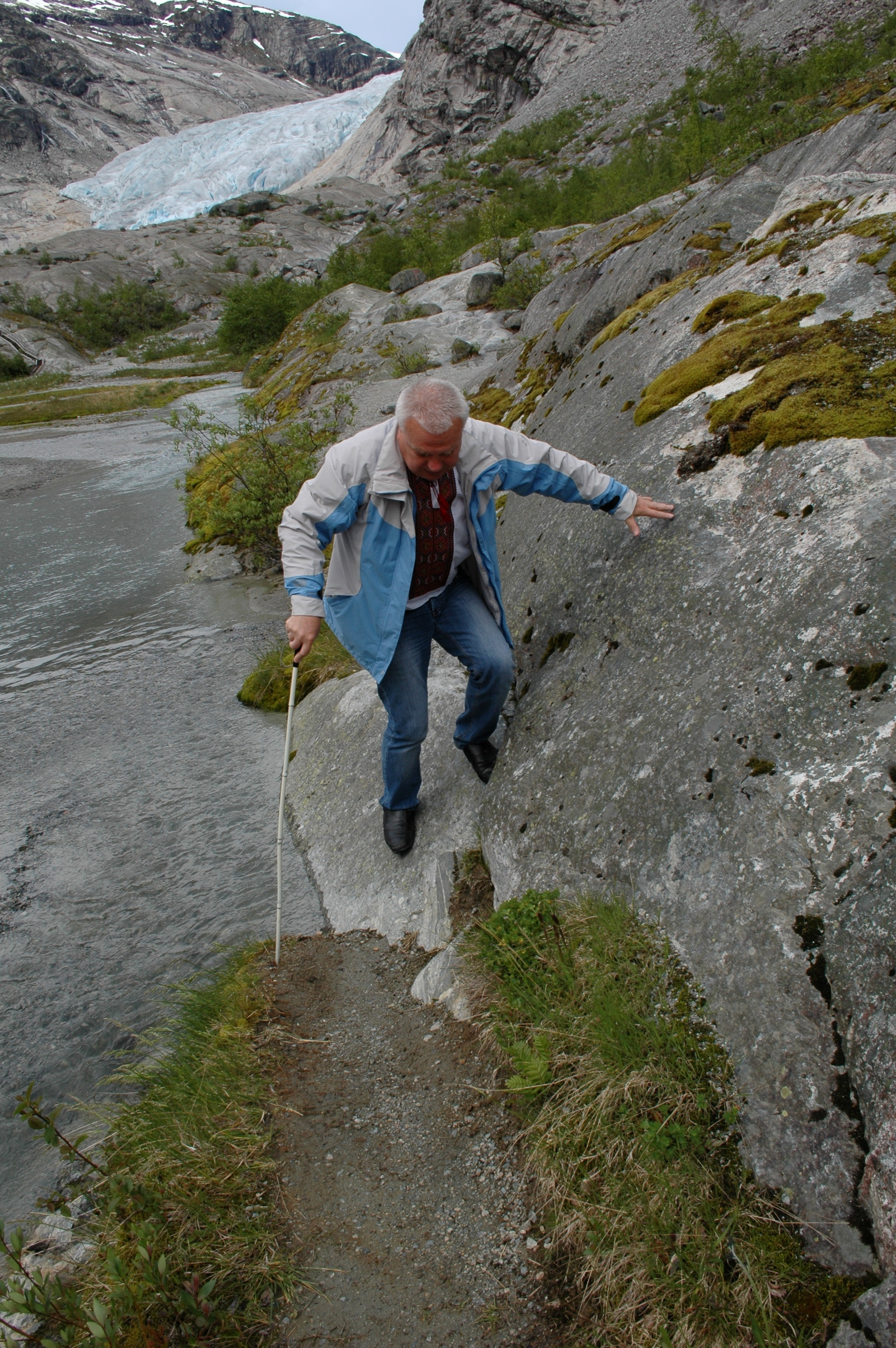
Переход к леднику Нигардсбрин, 2017

За заслуги в сфере реабилитации инвалидов средствами туризма является единственным инвалидом по зрению 1 группы (незрячим) на Украине, отмеченным званием «Почетный работник туризма Украины».

## Самостоятельный подъём на крепость Масада (Израиль)

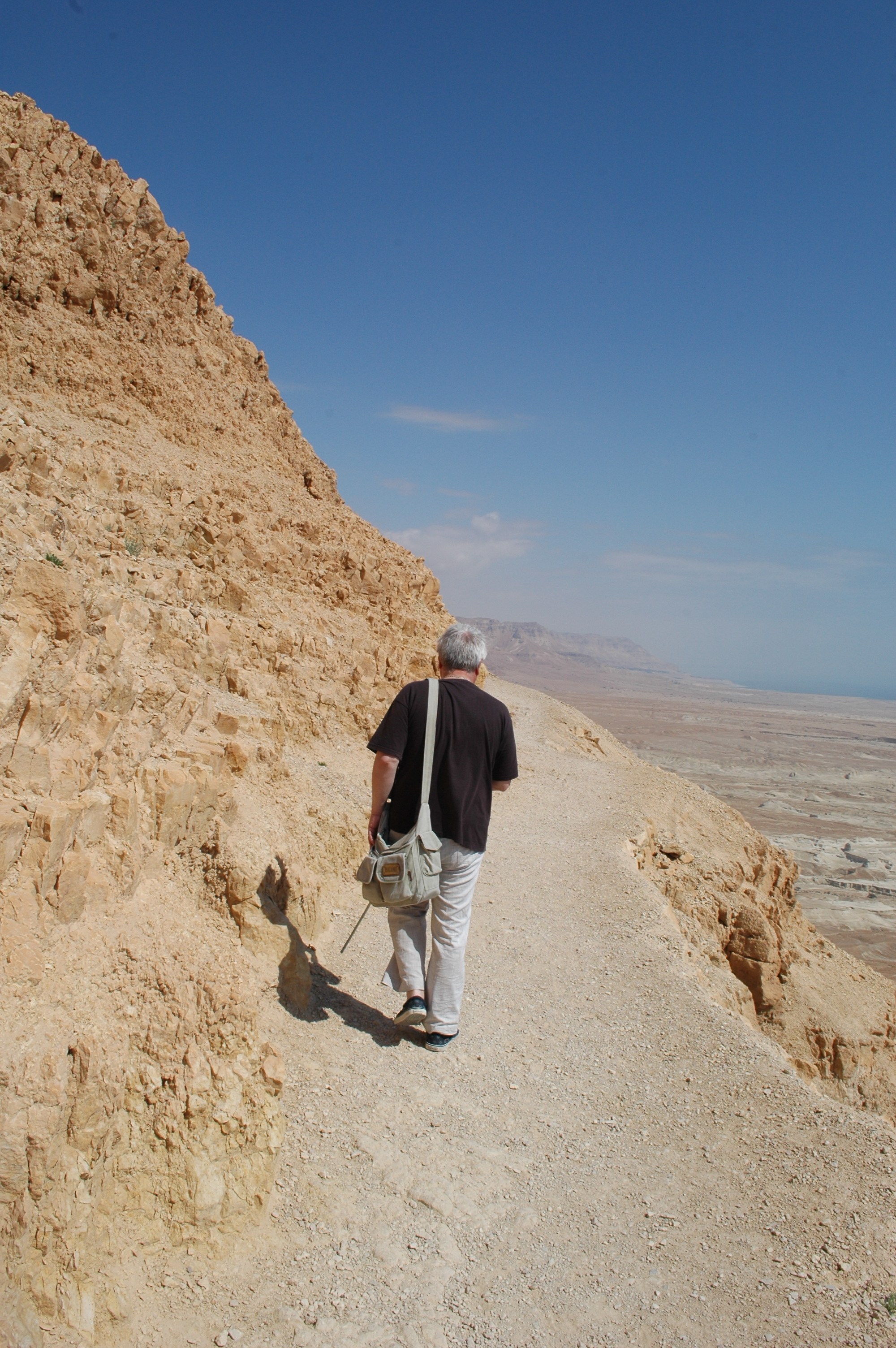
Самостоятельный подъём на крепость Масада, 2016 год

Находясь с мониторинговой миссией в государстве Израиль и будучи впечатлен историей строительства и героической обороны крепости Масада, Владимир Петровский, решил почтить память её героических защитников собственным достижением — самостоятельным (без посторонней помощи, исключая дистанционного управления с расстояния 10-15 метров с помощью только голоса) подъёмом к крепости Масада. 30 марта 2016 он самостоятельно, пользуясь лишь тростью для слепых, а также ориентируясь на вспомогательные комментарии сопровождающего (например: «правее», «немного влево», «начинаются ступени» и т. п.), который находился от него на расстоянии не менее 10 метров, поднялся на крепость Масада так называемой «змеиной тропой» по восточному отрогу горы, до ворот крепости. Пройдя через ворота внутрь крепости, Владимир также самостоятельно, управляемый только голосом, обошёл всю её территорию, включая руины трёхъярусного дворца царя Ирода на северных террасах музейного комплекса, и самостоятельно спустился вниз той же тропой.
В рамках проекта «Европа, доступная для всех» впервые организовал системный мониторинг доступности объектов истории, культуры, транспортной и туристической инфраструктуры большинства европейских стран для инвалидов всех нозологий и принял в нём участие. Согласно проекту, завершение мониторинга и полный анализ данных, полученных по его результатам, в дальнейшем позволит создать в Европе и в мире единую, унифицированную систему безбарьерности согласно принципам универсального дизайна для всех нозологий инвалидности.
Является активным участником мониторинга доступности Украины для инвалидов разных нозологий.
В 2010 году стал инициатором и одним из учредителей Всеукраинского (открытого) фестиваля творчества инвалидов «Неспокій серця». Автор-разработчик концепции фестиваля, в том числе — его номинаций. В 2010, 2011 и 2013 годах был одним из трёх сопредседателей жюри фестиваля, в котором принимали участие инвалиды с Украины, а также из других стран Европы (Россия, Литва, Белоруссия и др.)
Участник многочисленных международных программ, целью которых является активизация гражданского общества на Украине.
Автор многочисленных статей, посвященных вопросам реабилитации, социальной адаптации и интеграции инвалидов в общество, а также — проблемам минимизации и предотвращения инвалидности, разработчик изменений и дополнений к действующему украинскому законодательству по вопросам инвалидности, а также — по созданию безбарьерной среды на Украине.

## Проект «Европа, доступная для всех» («Мониторинг европейской доступности для инвалидов и его практическое воплощение в Украине»)

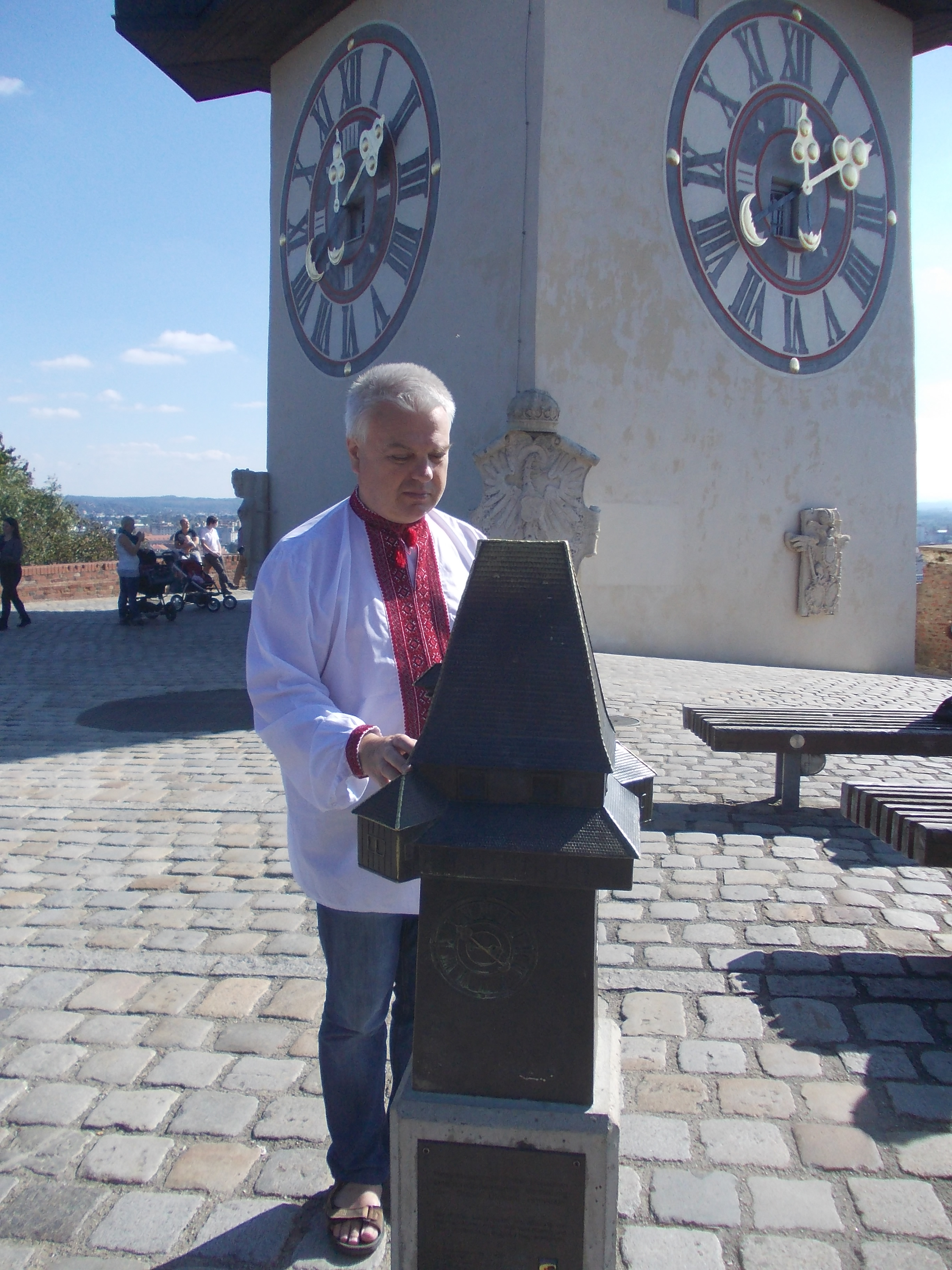
Мониторинг европейской доступности, Грац, Австрия, 2014

В рамках проекта «Европа, доступная для всех» («Мониторинг европейской доступности для лиц с инвалидностью и его практическое воплощение в Украине») Владимир Петровский впервые организовал системный мониторинг доступности объектов истории, культуры, транспортной и туристической инфраструктуры большинства европейских стран для инвалидов всех нозологий и принял в нём непосредственное участие.
По состоянию на 1 сентября 2017 был осуществлен полный или частичный мониторинг доступности 35 европейских стран. В соответствии с проектом, завершение мониторинга и полный анализ данных, полученных по его результатам, в дальнейшем позволит создать в Европе и в мире единую, унифицированную систему безбарьерности согласно принципам универсального дизайна для всех нозологий инвалидности.
Является активным участником мониторинга доступности Украине для инвалидов различных нозологий.

## Всеукраинский (открытый) негосударственный фестиваль творчества инвалидов «Неспокий серця»

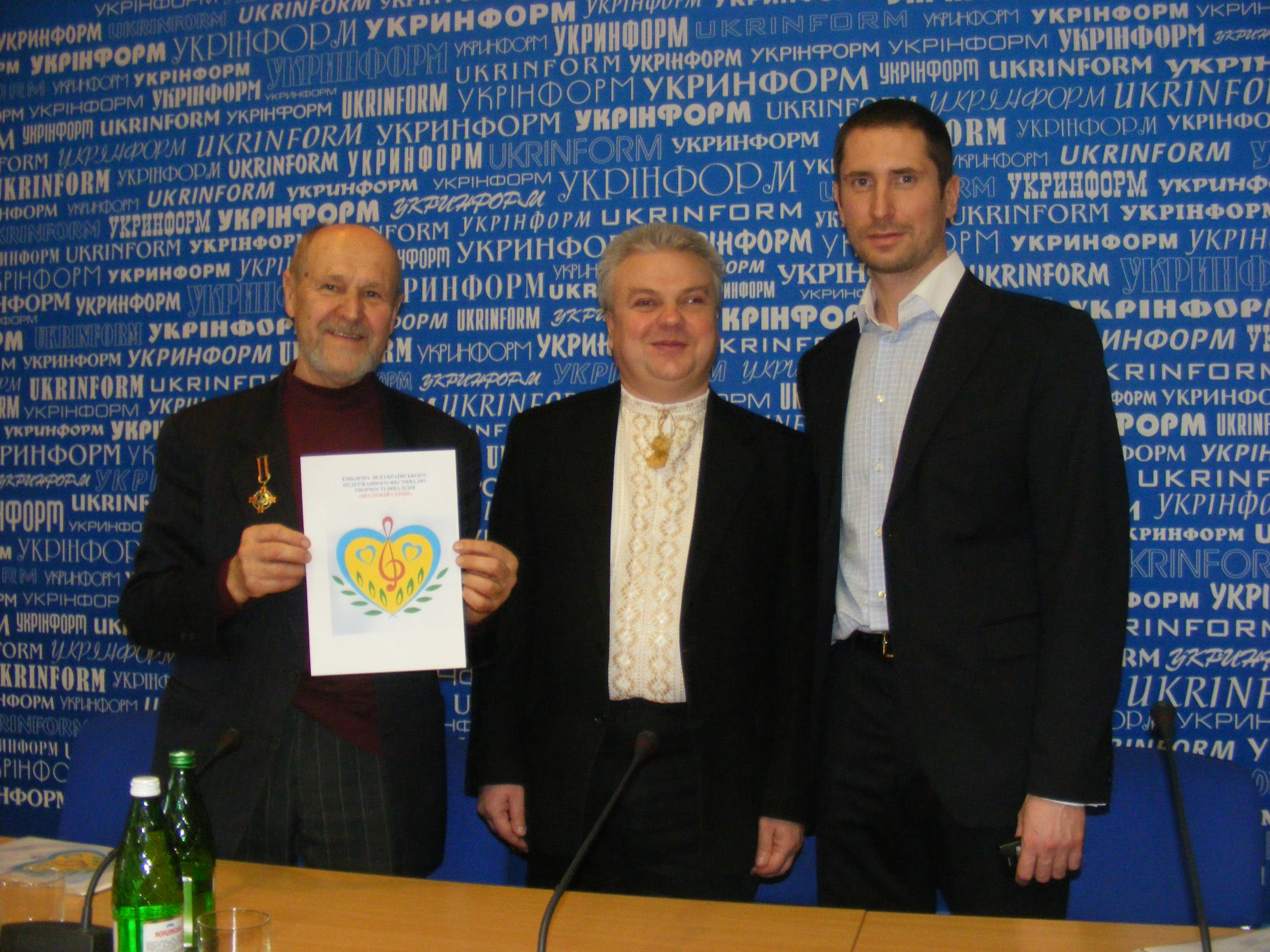
Презентация Фестиваля «Беспокойство сердца». Ж. Шанаев, В. Петровский, Д. Силантьев, 2010 год

В 2010 году стал инициатором и одним из основателей Всеукраинского (открытого) фестиваля творчества инвалидов «Беспокойство сердца». Автор-разработчик концепции фестиваля, в том числе — его номинаций, а также методики дистанционного оценивания работ участников фестиваля. В 2010, 2011 и 2013 годах был одним из трех сопредседателей жюри фестиваля, в котором участвовали лица с инвалидностью из Украины, а также из других стран Европы (Россия, Литва, Беларусь и др.). В 2016 году В. Б. Петровский стал инициатором создания и разработчиком концепции деятельности Творческой литературно-поэтической мастерской «Кастальский ключ», целью деятельности которой является реабилитация лиц и самореализация с инвалидностью по допоомогою творчества, средствами культуры и искусства.

## Личная творческая деятельность

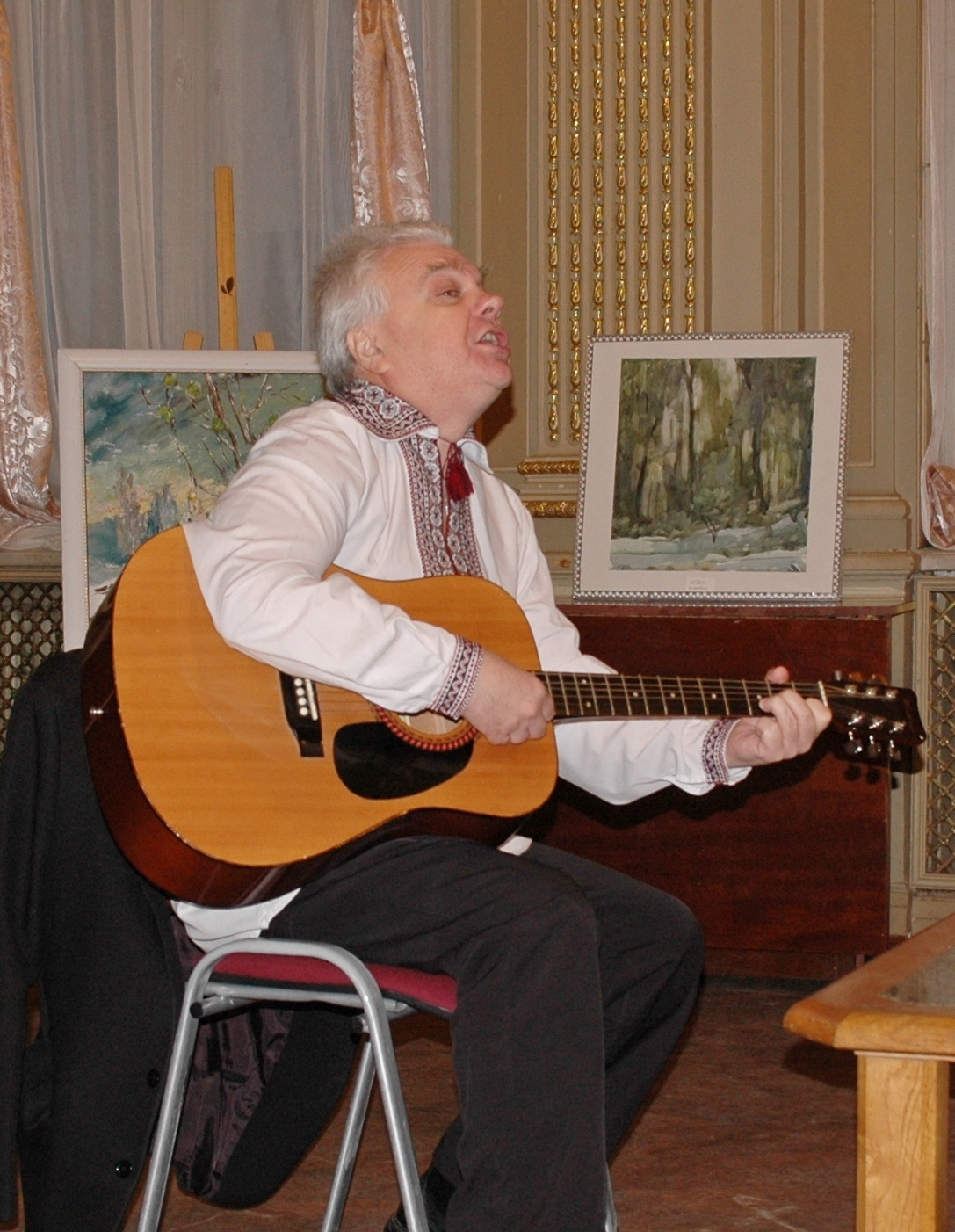
Сольный концерт В. Петровского, 2017 год

Известен на Украине и за её пределами как исполнитель украинских народных песен и романсов, исследователь и исполнитель советской, российской и украинской авторской (бардовской) песни; проводит многочисленные сольные выступления, в том числе — для лиц с инвалидностью, социально уязвимых слоев населения, а также для участников боевых действий на востоке Украины.
Участник многочисленных международных программ, целью которых является активизация гражданского общества на Украине.

## Публицистическая деятельность
Автор многочисленных статей, посвященных вопросам реабилитации, социальной адаптации и интеграции инвалидов в общество, а также — проблемам минимизации и предотвращения инвалидности, имеет многочисленные публикации в информационно-аналитическом еженедельнике «Зеркало недели», в частности:
1. «Украинское общество слепых: вчера и сегодня» (ZN № 1146, 3 червня — 9 червня 2017 року)
2. «Карманная общественность для органов власти»(ZN № 1139, 15 квітня — 21 квітня 2017 року)
3. «Социальные реформы: невежество, популизм или циничное преступление?» (ZN № 1110, 1 жовтня — 7 жовтня 2016 року)
4. "Социальная защищенность «в возрасте» 25 лет: ходьба по кругу или путь назад? (ZN № 1090, 22 квітня — 29 квітня 2016 року (недоступная ссылка)) и других.

Является активным участником радио- и телепередач, посвященных различным аспектам жизнедеятельности людей с инвалидностью.

## Награды и звания
1. Почетный работник туризма Украины (2007), единственный инвалид по зрению на Украине, удостоенный этого звания
2. Дипломант международной премии «Филантроп» (2008) за выдающиеся достижения инвалидов в области культуры и искусства
3. Специальный диплом Ирины Архиповой (2008) за выдающиеся достижения в области вокального искусства
4. Благодарность Киевского городского головы (2008)
5. Благодарность Министерства труда и социальной политики Украины (2009)
6. Почетная грамота Министерства труда и социальной политики Украины (2010)
7. Благодарность Министерства культуры и искусства АР Крым (2010)
8. Четырежды занесен в Книгу рекордов Украины (2009, 2011, 2013 — 2 записи)
9. Почетная грамота Союза юристов Украины (2014)